# 伊塔帕柳尼山
伊塔帕柳尼山（Itapalluni），是玻利維亞的山峰，位於該國西部拉巴斯省，處於瓦利亞塔尼湖和哈查庫諾科庫柳山西南面，屬於安第斯山脈中基姆薩克魯斯山脈的一部分，海拔高度4,866米。
17°2′S 67°24′W / 17.033°S 67.400°W